# Стефанишин Дмитро Володимирович

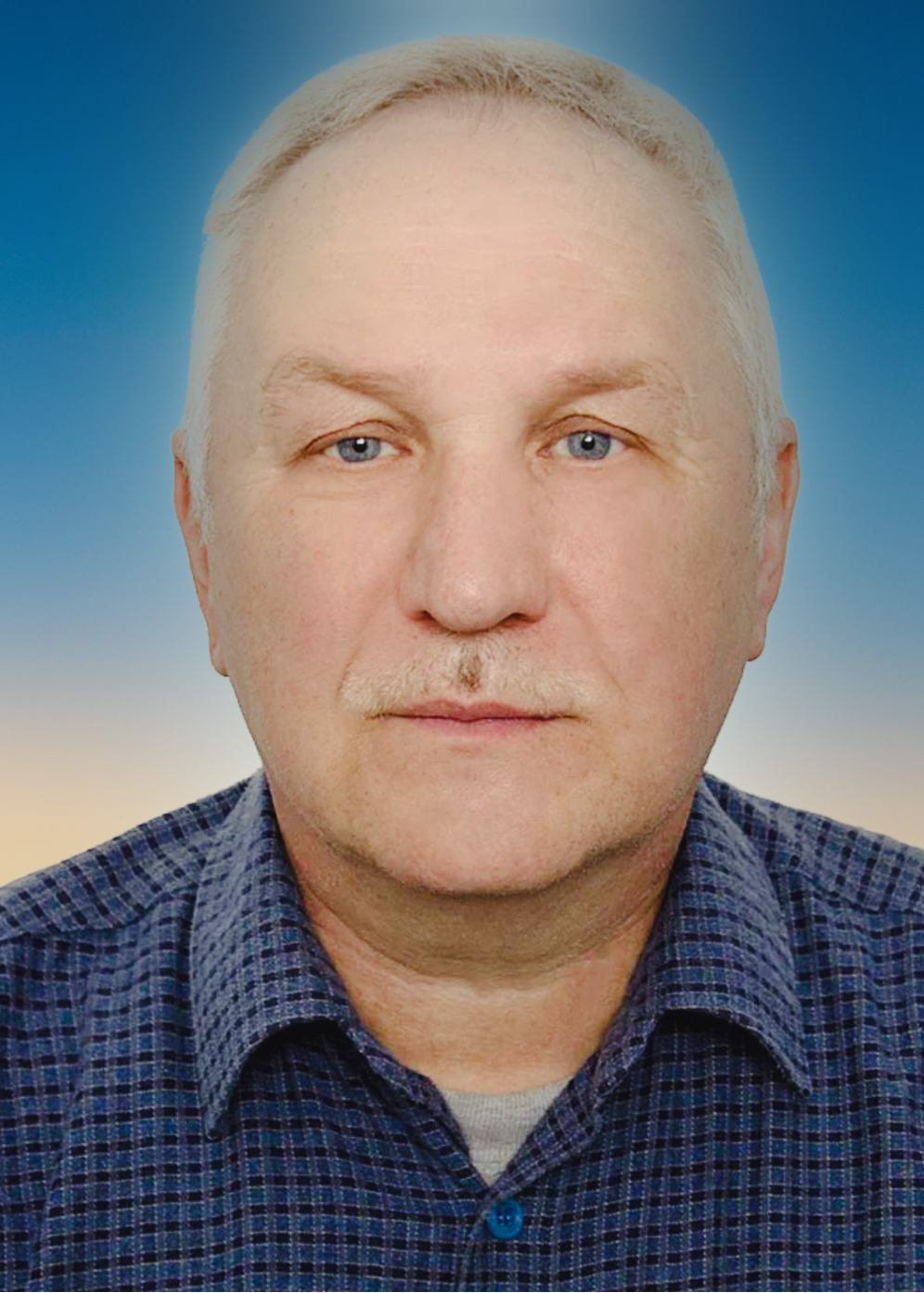
Дмитро Володимирович Стефанишин

Стефанишин Дмитро Володимирович (9 серпня 1960, Брянка, Луганська область – 14 січня 2025, Рівне) — український вчений у галузі гідротехнічного будівництва та інженерної безпеки. Доктор технічних наук (1998), доцент. Працював на  посаді професора кафедри гідротехнічного будівництва Національного університету водного господарства та природокористування (НУВГП). Спеціалізувався на оцінці надійності і безпеки гідротехнічних споруд, аналізі ризику та прийнятті рішень у природокористуванні. Автор і співавтор понад 490 наукових та навчально-методичних праць, що зробили значний внесок у розвиток гідротехнічної науки в Україні.

## Біографія
Народився 9 серпня 1960 року в місті Брянка Луганської області. У 1982 році з відзнакою закінчив Український інститут інженерів водного господарства (м. Рівне) за спеціальністю «Гідротехнічне будівництво річкових споруд і ГЕС», здобувши кваліфікацію інженера-гідротехніка. Після завершення освіти розпочав наукову діяльність у галузі гідротехніки, а саме з 1982 по 1986 рік працював в Управлінні будівництвом «Чиркейгесбуд» в селищі Дубки, Дагестан, Росія, на будівництві Міатлінської гідроелектростанції.
У 1988 році у Всесоюзному науково-дослідному інституті гідротехніки ім. Б. Є. Вєдєнєєва (ВНДІГ) (Ленінград) захистив дисертацію на здобуття наукового ступеня кандидата технічних наук за спеціальністю «гідротехнічне будівництво» . Тема кандидатської дисертації була пов’язана з вивченням ущільнення ґрунтів при гідромеліоративному будівництві. 
Після захисту дисертації тривалий час працював науковим співробітником Нарвсько-Івангородського полігону великомасштабних модельних досліджень (Ленінградська обл).
У 1998 році також у ВНДІГ (м. Санкт-Петербург) успішно захистив дисертацію на здобуття наукового ступеню доктор технічних наук на тему "Оцінка надійності та безпеки гідротехнічних об'єктів в рамках теорії ризику і системного аналізу", що стала піонерською роботою в цій галузі.
У 2003 року повернувся до України. Працював у Національному університеті водного господарства та природокористування (НУВГП) в м. Рівне на посаді професора кафедри гідротехнічного будівництва. Для інженерів-гідротехніків викладав дисципліни, пов’язані з гідротехнічними спорудами, безпекою та ризикологією. 
З 2009 р. обіймав посаду провідного наукового співробітника відділу природних ресурсів Інституту телекомунікацій і глобального інформаційного простору НАН України (м. Київ).

## Наукова діяльність
Дмитро Стефанишин спеціалізувався у галузі надійності інженерних споруд, гідротехнічної та гідроенергетичної безпеки. Основні напрямки його наукової діяльності включали імовірнісні розрахунки, аналіз, прогнозування та оцінку надійності й безпеки гідротехнічних споруд і енергетичних об’єктів, питання безпеки природокористування, оцінку ризиків і методологічні підходи у прийнятті рішень з урахуванням природно-техногенних ризиків в галузі будівництва та експлуатації гідротехнічних споруд. 
На думку директора Інституту телекомунікацій і глобального інформаційного простору НАН України проф. Олександра Трохимчука - Дмитро Стефанишин був одним з перших в Україні, хто застосував теорію ризику та системний аналіз для розв’язання проблем безпеки гребель, дамб та інших гідротехнічних конструкцій та споруд.

## Наукові праці
За свою кар’єру Дмитро Стефанишин опублікував понад 490 наукових і навчально-методичних праць. Серед них – кілька монографій та довідкових видань, які стали важливими для фахівців галузі.  Зокрема він був співавтором «Термінологічного словника з надійності та безпеки гідротехнічних об’єктів» (2005) – першого в Україні ґрунтовного видання з цієї тематики. Також др. Стефанишин був співавтором ДБН В.2.4-3:2010 "Гідротехнічні споруди. Основні положення". 
Найважливіші праці:
- А.Б.Векслер, Д.А.Ивашинцов, Д.В.Стефанишин. Надежность, социальная и экологическая безопасность гидротехнических объектов: оценка риска и принятие решений. (2002)[9].
- Е.Н. Беллендир, Д.А. Ивашинцов, Д.В. Стефанишин, О.М. Финагенов, С.Г. Шульман. Вероятностные методы оценки надежности грунтовых гидротехнических сооружений (2003)[10].
- «Безопасность гидротехнических сооружений. Основные понятия. Термины и определения» (2005) – методичні рекомендації з термінології безпеки гідротехнічних споруд, видані у співпраці з фахівцями ВНДІГ ім. Вєдєнєєва.
- «Термінологічний словник з надійності та безпеки гідротехнічних об’єктів» (Рівне, 2005) – словник-довідник (співавтор А.Л. Бобровський) обсягом 223 сторінки, що узагальнює поняття й визначення у сфері надійності гідротехнічних об’єктів.
- «Надежность накопителей промышленных и бытовых отходов» (Санкт-Петербург, 2006) – монографія у співавторстві (С.В. Сольський, О.М. Фінагенов, С.Г. Шульман) обсягом 300 сторінок, присвячена надійності сховищ відходів та екологічній безпеці.
- «Вибрані задачі оцінки ризику та прийняття рішень за умов стохастичної невизначеності» (Київ: Азимут-Україна, 2009) – авторська монографія Д.В. Стефанишина (104 с.), в якій розглянуто застосування теорії ймовірностей та стохастичних методів для оцінки ризику в техногенно-екологічних системах.

Багато праць Стефанишина стали настільними для інженерів-гідротехніків, а його напрацювання цитуються іншими дослідниками (h-індекс 13, понад 990 цитувань за Google Scholar станом на 2025 рік).

## Родина
Дружина Стефанишина Світлана Миколаївна (1962 р.н.), службовець. Донька – Стефанишина Юлія Дмитрівна (1983 р.н.) - викладач.